# Puszystość lodów

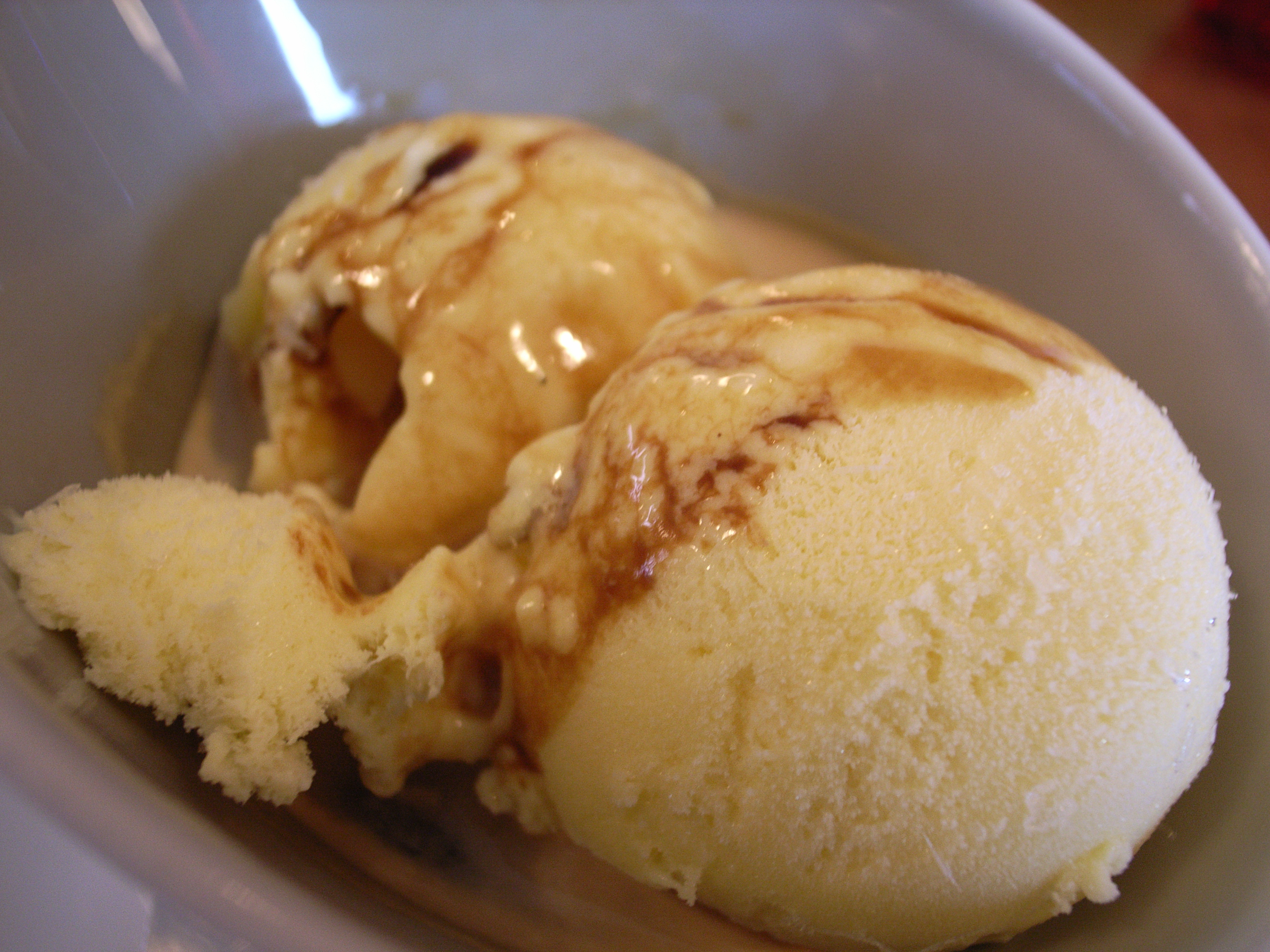
Gałka lodów – w fakturze widoczne napowietrzenie

Puszystość lodów – wskaźnik stopnia napowietrzenia lodów. Puszystość można wyrazić jako stosunek rzeczywistej objętości lodów zmierzonej w cylindrze pomiarowym do objętości teoretycznej, czyli wyliczonej na podstawie ich masy i gęstości.
Im większy jest stopień puszystości lodów, tym delikatniejsza jest ich struktura, a uczucie zimna podczas konsumpcji mniejsze. Puszystość to istotna cecha lodów, która w znacznym stopniu decyduje o wrażeniach kulinarnych podczas ich spożywania. Puszystość jest zdeterminowana składem mieszanki lodziarskiej (np. wzajemne proporcje składników, w szczególności stosunek tłuszczu do suchej masy i użyte stabilizatory) oraz przebiegiem procesu technologicznego podczas produkcji i jako taka jest różna u poszczególnych producentów.
Stopień puszystości lodów zależy od objętości powietrza zawartego w określonej objętości lodów. Stopień ten można wyliczyć pobierając próbkę z bloku lodowego, mierząc jej objętość i doprowadzając do jej stopienia. Stopioną próbkę ponownie poddaje się pomiarowi objętości (celem zlikwidowania piany dodać można odrobinę eteru etylowego), uzyskując różnicę, która stanowi wskaźnik.
Na zmniejszenie puszystości lodów wpływać może zwiększenie w ich masie hydrokoloidów, m.in. gumy ksantanowej, mączki chleba świętojańskiego, czy karagenu. Podobny efekt można uzyskać po dodaniu inuliny, polidekstrozy i maltodekstryny opornej. Wzrost udziału żelatyny w mieszaninie stabilizatorów powoduje natomiast zwiększenie ich puszystości. Podobny wpływ może mieć dodanie do mieszanki stabilizującej celulozy mikrokrystalicznej.
Mniejsza puszystość lodów powoduje powstawanie większych kryształków lodowych oraz prowadzi do zwiększenia twardości produktu. Lody bardziej puszyste są bardziej odporne na topnienie. Puszystość zmniejsza się podczas długotrwałego przechowywania.
Według polskich norm puszystość lodów powinna wynosić:
- nie mniej niż 40% dla lodów owocowych,
- nie mniej niż 60% dla lodów mlecznych i mleczno-owocowych,
- nie mniej niż 70% dla lodów bakaliowych, deserowych i śmietankowych[1].